# 傑佛遜鎮區 (密蘇里州謝爾比縣)
傑佛遜鎮區（英語：Jefferson Township）是位於美國密蘇里州謝爾比縣的一個行政鎮區。

## 地方資料
傑佛遜鎮區的面積為140.48平方千米，當中陸地面積為140.47平方千米，而水域面積為0.01平方千米。根據2020年美國人口普查的數據，當地共有人口257人，而人口密度為每平方千米1.83人。